# Маркос Ајерза
Маркос Ајерза (шп. Marcos Ayerza; 12. јануар 1983) професионални је рагбиста и аргентински репрезентативац, који тренутно игра за Лестер Тајгерс. Висок 185 cm, тежак 115 kg, Ајерза је за национални тим Аргентине одиграо 63 тест мечева и постигао 1 есеј.